# Таміка гвінейська
Та́міка гвінейська (Cisticola guinea) — вид горобцеподібних птахів родини тамікових (Cisticolidae). Мешкає в Західній Африці. Названий на честь французького орнітолога Жана Дорста.

## Історія відкриття
Початкова гвінейська таміка була описана британським адміралом і орнітологом-любителем Хьюбертом Лайнсом як підвид червоноголової таміки під назвою Cisticola ruficeps guinea. В 1991 році вид був повторно описаний під назвою Cisticola dorsti.

## Поширення і екологія
Гвінейські таміки поширені в Сенегалі, Гамбії, Гвінеї, Малі, Кот д'Івуарі, Гані, Беніні, Того, Нігері, Нігерії, Камеруні, Чаді і ЦАР. Вони живуть в саванах і на пасовиськах на висоті до 850 м над рівнем моря.